# شرکت مس باهنر
شرکت صنایع مس شهید باهنر در دوازده کیلومتری شهر کرمان قرار گرفته است. این شرکت که در نیمه دوم سال ۱۳۷۰ راه اندازی شده، بزرگترین مجتمع صنعتی ارتباط دهنده معادن مس و روی در ایران با صنایع تولیدی به شمار می‌رود و از شش کارخانه تشکیل شده است.

## کارخانجات
کارخانه ذوب و ریخته گری
کارخانه نورد
کارخانه اکستروژن و کشش
کارخانه تولید لوله مسی
کارخانه سکه‌زنی
کارخانه باسبار

## صادرات
محصولات این شرکت که شامل ورق، تسمه، فویل، مقاطع مختلف، لوله و پولک سکه است مطابق استانداردهای جهانی تولید و علاوه بر تامین نیاز ایران به کشورهای مختلف از قبیل آلمان، فرانسه، انگلستان، اسپانیا، چین، تایوان، ویتنام، تایلند و کویت صادر می‌شود. در مجموع ۱۷ کشورِ جهان مشتریِ مس باهنر هستند. متولیان این شرکت می‌گویند  یکی از دلایل فراهم نشدن امکان صادرات به خارج از کشور قوانین و آئین نامه یا بخش نامه‌های داخلی است که باعث خود تحریمی در ایران شده است.

## استراتژی
در راستای استفاده از ظرفیت‌های داخلی به خصوص در شرایط تحریم، شرکت مس باهنر برای تامین نیازهای فناورانه خود از سوی فناوران و نوآوران داخلی وارد عمل شد. در این زمینه این شرکت با حمایت‌های شرکت سرمایه‌گذاری صدرتامین و شتاب‌دهنده صدر فردا رویدادی برگزار کرد تا به این وسیله مجموعه‌ای از نیازهای فناورانه خود را که عمدتا قطعات اورهال خطوط مختلف تولید است، به فناوران، نوآوران و شرکت‌های دانش‌بنیان و فناور معرفی و فرآیند تامین قطعات مزبور را از مسیر تولیدکنندگان داخلی به انجام برساند.

## مسئولیت اجتماعی
این شرکت مسئولیت‌های اجتماعی خود را در زمینه‌های مختلفی ازجمله کمک‌های بلاعوض، حمایت از باشگاه‌های ورزشی و کمک‌های ورزشی، جاده‌ها و راه‌های ارتباطی خصوصا راه‌های روستایی، مبارزه با کرونا و ... انجام میدهد. این شرکت همچنین در زمینه‌ی کمک به رویدادهای فرهنگی و هنری، حمایت از مردم سیل زده یا زلزله زده، تهیه و تجهیز بیمارستان‌های منطقه و ... نیز اقداماتی انجام داده است.